# البئر الروماني (قابس)
 البئر الروماني (قابس)  هو معلم أثري تونسي مصنف من قبل المعهد الوطني للتراث يقع في ولاية قابس في الجنوب الشرقي التونسي، تحديد في مدينة وادي الحاج (هنشير احمد) تم تصنيف المعلم في يوم 22 مارس 1899 .

## مقالات ذات صلة
- قائمة المعالم الأثرية المصنفة في تونس